# Helena von Reischach von Hohenstoffeln
Helena von Reischach von Hohenstoffeln OCist (* 16. Jahrhundert; † 5. Mai 1568 vermutlich auf der Burg Hohenstoffeln) war eine deutsche Zisterzienserin und von 1557 bis 1568 Äbtissin des Zisterzienser-Klosters Wald.

## Leben
Helena von Reischach von Hohenstoffeln war eine Tochter von Bilgri von Reischach († 23. September 1533) und der Afra von Helmsdorf († 1529). Erstmalig nachweisbar im Kloster Wald als sogenannte Bursarin (Finanzverwalterin) ist Helena am 20. Juni 1555. Mit ihrer Wahl zur neuen Äbtissin des Klosters Wald am 22. April 1557 ist Helena die erste Äbtissin, von der das Datum der Wahl überliefert wurde. Noch im gleichen Jahr schloss sie mit Graf Karl von Hohenzollern-Sigmaringen einen Vertrag, der dem Kloster die niedergerichtliche Obrigkeit und dem Grafen die Hochobrigkeit sowie die Forsthoheit in der Herrschaft Wald bestätigte. In ihrem bereits 1558 ausgestellten Testament vermachte sie ihren Nichten Maragethe und Katharina von Reischach ihren gesamten Hausrat, worin sich neben Silbergeschirr auch Kleinodien, Kleider, Barschaft und Zinsen befanden. Das Testament, das auch einen Weinberg in Ahausen umfasste, war an die Bestimmung gebunden, nichts außerhalb des Klosters ohne Zustimmung der Obrigkeit zu vererben. 1559 bestimmte sie zu ihrem und all derer Gedenken, die dem Kloster wohltätig waren, dass alle ihre nachfolgenden Äbtissinnen, zu der ohnehin am Martiniabend abzugebenden Stiftung, noch eine dreijährige Kuh (oder Stier) und zwei gut gemästete Schweine unter den Frauen des Konvents zu verteilen seien. 1565 schenkte Äbtissin Helena dem Konvent neben größeren Summen an Bargeld auch ein vergoldetes, mit Edelsteinen besetztes Trinkgefäß im Wert von 183 Gulden. Es wird angenommen, dass Helena von Reischach von Hohenstoffeln am 5. Mai 1568 auf der Burg Hohenstoffeln verstorben ist.